# Forte Sperone

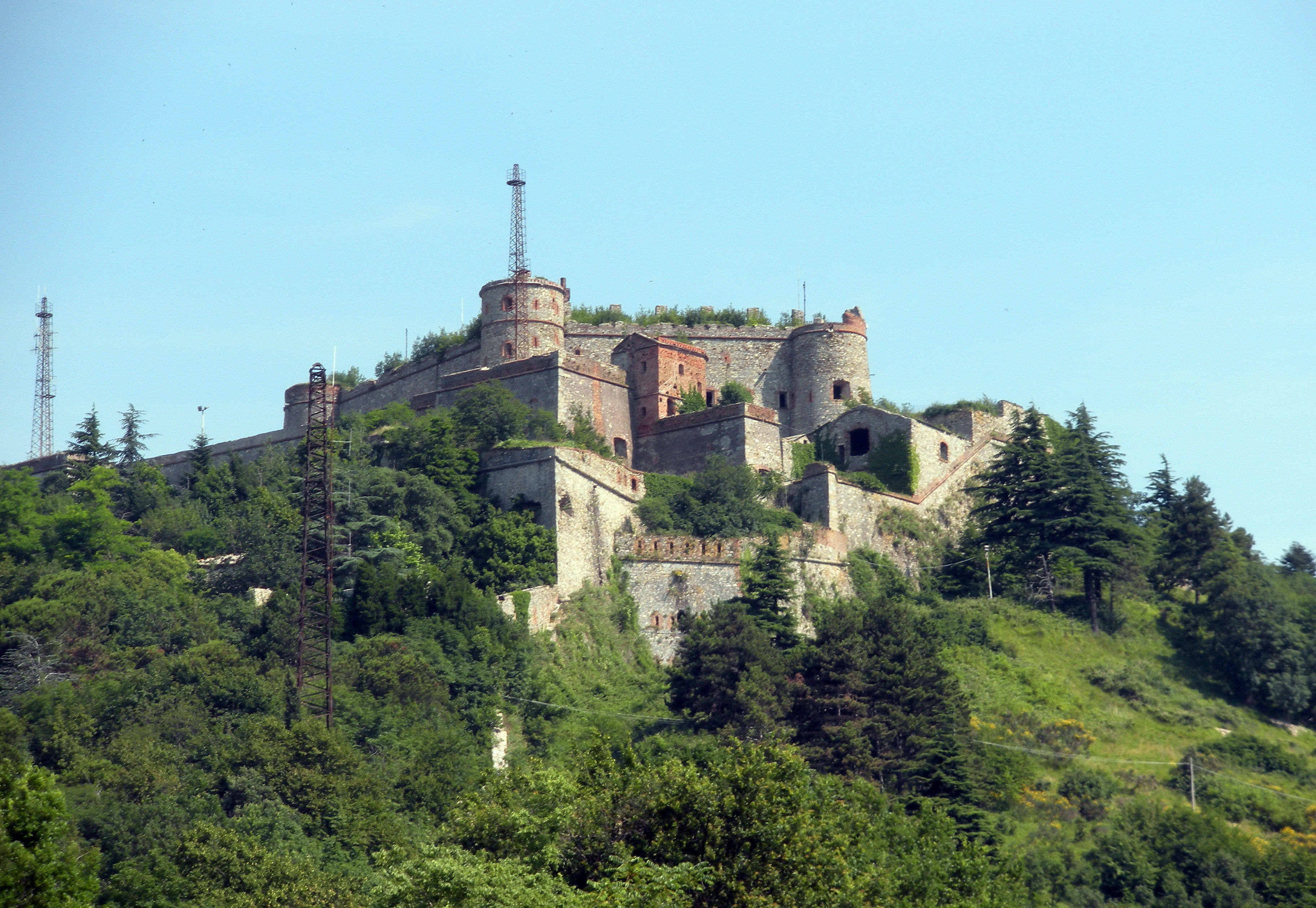
Forte Sperone

Das Forte Sperone (deutsch „Spornfestung“) ist eine Festungsanlage der norditalienischen Hafenstadt Genua. Die Festung ist in die Verteidigungslinie der sogenannten Mura Nuove integriert und befindet sich auf dem Gipfel des Monte Peralto. Die Lage am Verbindungspunkt zwischen zwei Stadtmauern, der einen auf der Seite des Val Polcevera, der anderen auf der Seite des Val Bisagno, hat die Architektur des Forte Sperone in besonderer Weise beeinflusst. So ist der Grundriss der Anlage winkelförmig und ähnelt einem Schiffsbug, was auch zu dem Namen Spornfestung führte.
Wegen seiner dominierenden Lage zählte das Forte Sperone zu den wichtigsten Strukturen der Festungsanlage der Stadt Genua.